# مأوای سفلی (شهربابک)
مأوای سفلی یک روستا در ایران است که در شهرستان شهربابک استان کرمان واقع شده‌است.

## جمعیت
این روستا در دهستان دهج قرار دارد و براساس سرشماری مرکز آمار ایران در سال ۱۳۸۵، جمعیت آن ۴۶ نفر (۱۶ خانوار) بوده‌است.